# Haruko Noguchi
Haruko Noguchi (* Januar 1965) ist eine japanische Wirtschaftswissenschaftlerin. Sie ist Professorin an der Waseda-Universität in Tokio und befasst sich vor allem mit Gesundheitsökonomie.
1984 begann sie ein Studium der Wirtschaftswissenschaften an der Waseda-Universität, das sie 1988 mit dem B. A. und 1990 mit dem M. A. abschloss. Anschließend wechselte sie an das Graduate Center der City University of New York, wo sie 1997 promoviert wurde. Von 1992 bis 1995 war sie Forschungsassistentin am International Longevity Center der Icahn School of Medicine at Mount Sinai und anschließend Finanzanalystin ebendort (1995–1997) und danach an der Stanford University (1997–2000). Von 2000 bis 2010 arbeitete sie als Assistenzprofessorin an der Fakultät für Sozialwissenschaften der Toyo-Eiwa-Universität in Yokohama. 2006/2007 hatte sie eine Gastassistenzprofessur am Institut für Wirtschaftsforschung und von 2009 bis 2013 eine Gastprofessur an der School of International and Public Policy der Hitotsubashi-Universität inne. Von 2011 bis 2014 war sie zudem Gastprofessorin an der School of Public Health der Universität Tokio. Seit 2012 ist sie Professorin an der Fakultät für Politik- und Wirtschaftswissenschaften (School of Political Science and Economics) und der Graduate School of Economics der Waseda-Universität in Tokio. Sie unterrichtet Gesundheitsökonomie sowie wirtschaftliche Grundsätze und öffentliche Ökonomik an der Graduate School of Public Management.
Ihre Forschungsbereiche sind Gesundheitsökonomie, angewandte Mikroökonometrie und Sozialsystemtheorie. Derzeit forscht Haruko Noguchi zu sozio-ökonomischen Determinanten im Humankapital-Akkumulationsprozess von Kindern, Strategieauswertungen im Gesundheitswesen und Langzeitpflegemarkt, Sozialfürsorge in einer nachhaltigen Gesellschaft sowie dem Effekt der Vorbeugung von Zivilisationskrankheiten auf Arbeitsproduktivität und Makroökonomie. Außerdem hat sie sich mit der Beziehung zwischen sozialen Netzwerken und Gesundheit befasst.
Haruko Noguchi ist Mitglied der Japan Economic Association, der American Economic Association, der Japan Health Economics Association, der International Health Economic Association, des Japan Institute of Public Finance, der Japanese Society of Public Health und der Econometric Society.
Sie ist Mitherausgeberin des Japan Economic Review, von Frontiers in Health Economics und des Japanese Journal of Health Economic and Policy. Seit 2013 ist sie Leiterin der Japan Health Economics Association und seit 2017 Mitglied des Science Council of Japan.

## Publikationen (Auswahl)
- Haruko Noguchi und Satoshi Shimizutani: Nonprofit and for-profit providers in Japan’s at-home care industry: evidence on quality of service and household choice. In: Economics Bulletin. Band 9, Nr. 3, 2005, S. 1–13 (englisch, Artikel online [PDF; abgerufen am 2. November 2020]).
- The foreign-born labor and education: Foreign-born workers in U.S. Economy. In: Yuko Takeshita, Seiji Yamaoka, Patricia Sippel und Taku Suzuki (Hrsg.): The bridge of English language across the world: The international & multicultural perspectives Book 2. Shohakusha, 2006, S. 68–74 (englisch).
- Haruko Noguchi, Satoshi Shimizutani und Yuichiro Masuda: Regional Variations in Medical Expenditure and Hospitalization Days for Heart Attack Patients in Japan: Evidence from the Tokai Acute Myocardial Study (TAMIS). In: International Journal of Health Care Finance and Economics. Band 8, 2008, S. 123–144, doi:10.1007/s10754-007-9031-x (englisch).
- Do Work-Life Balance Measures and Workplace Flexibility Matter? – An Empirical Analysis for Female Reinstatement Choice after the First Childbirth. In: The Japanese Journal of Social Security Policy. Band 8, Nr. 1, 2009, S. 1–19 (englisch, Artikel online [PDF; abgerufen am 2. November 2020]).
- How does the Price Regulation Policy Impact on Patient–Nurse Ratios and the Length of Hospital Stays in Japanese Hospitals? In: Asian Economic Policy Review. Band 10, Nr. 2, 2015, S. 301–323, doi:10.1111/aepr.12109 (englisch).
- Rong Fu und Haruko Noguchi: Does marriage make us healthier? Inter-country comparative evidence from China, Japan, and Korea. In: PLOS ONE. Band 11, Nr. 2, 2016, doi:10.1371/journal.pone.0148990 (englisch).
- Rong Fu und Haruko Noguchi: Moral Hazard under Zero Price Policy: Evidence from Japanese Long-term Care Claims Data. In: The European Journal of Health Economics. Band 20, 2019, S. 785–799, doi:10.1007/s10198-019-01041-6 (englisch).
- Shuhei Kaneko und Haruko Noguchi: Does traditional price policy work for achieving low smoking rate? – Empirical and theoretical evaluation based on the United States aggregate data. In: Applied Economics. Band 52, Nr. 18, S. 1986–1997, doi:10.1080/00036846.2020.1728226 (englisch).